# Ухобичи
Ухобичи — деревня в Людиновском районе Калужской области. Входит в состав Сельского поселения «Деревня Игнатовка».

## Географическое положение
Расположено примерно в 5 км к северо-западу от села Космачёво.

## Население
На 2010 год население составляло 4 человека.